# Christian Steinmetz
Christian Steinmetz (* 28. Juni 1882 in Milwaukee, Wisconsin; † 11. Juni 1963 ebenda) war ein US-amerikanischer Basketballspieler.
Christian Steinmetz war der erfolgreichste Korbjäger im College-Basketball vor dem Ersten Weltkrieg. Nach seiner erfolgreichen Zeit im Basketballteam der South Division High School spielte er nur drei Jahre für die University of Wisconsin–Madison, erzielte jedoch in seinen 40 Spielen 950 Punkte. In der Saison 1904/05 gelang es ihm 462 der 681 Punkte seines Teams zu erzielen, womit er 23 Punkte mehr verbuchen konnte als alle gegnerischen Mannschaften zusammen.
1961 wurde Steinmetz in die Naismith Memorial Basketball Hall of Fame aufgenommen. Am 11. Juni 1963 verstarb er im Alter von 80 Jahren.